# ミル・プラトー
ミル・プラトー（Mille Plateaux）は、ドイツのフランクフルトを拠点とするレコードレーベル。エレクトロニカやアンビエント、IDMを中心にリリースをしているレーベルの中でも歴史が長い。
P16.D4の元メンバーであるアヒム・ゼパンスキー（Achim Szepanski）によって創設され、オヴァルやアレック・エンパイア、クリスチャン・ヴォーゲル等を輩出したことでも知られる。
2004年秋に一旦閉鎖されたが、ミル・プラトー・メディア（Mille Plateaux Media）とレーベル名を変え、活動を再開した。2005年にはプラトー・レジスタンス（Plateaux Resistance）という名称に移行した。しかしこの名称でのリリースは少なく、翌年の2006年にはミル・プラトーの名前が復活した。
2008年、レーベルはドイツのVERTICALによって買収された。ゼパンスキーは再びレーベルのA&Rとして迎えられる予定であったが、これは実現しなかった。2010年4月、VERTICAL傘下の電子音楽専門レーベルとしてミル・プラトーが再始動した。
VERTICALにはこの他にチルアウト音楽を専門に扱うレーベル、FÜRNIがある。